# Cladura daimio
Cladura daimio là một loài ruồi trong họ Limoniidae. Chúng phân bố ở miền Cổ bắc.